# Timotheos (namn)
Timotheos, grekiska Τιμόθεος, är ett mansnamn som betyder "att ära Gud" eller "ärad av Gud". Timotheos har blivit Timothy på engelska och smeknamnsformerna för Timothy är Timmy och Tim som finns i topp 100.